# العلاقات السنغالية التركية
العلاقات السنغالية التركية هي العلاقات الثنائية التي تجمع بين السنغال وتركيا.

## مقارنة بين البلدين
هذه مقارنة عامة ومرجعية للدولتين:
| وجه المقارنة                                              | السنغال                                              | تركيا         |
| --------------------------------------------------------- | ---------------------------------------------------- | ------------- |
| المساحة (كم2)                                             | 196.72 ألف                                           | 783.56 ألف    |
| عدد السكان (نسمة)                                         | 15.85 مليون                                          | 80.14 مليون   |
| الكثافة السكانية (ن./كم²)                                 | 80.57                                                | 102.28        |
| العاصمة                                                   | داكار                                                | أنقرة         |
| اللغة الرسمية                                             | لغة فرنسية، اللغة الولوفية، باديارا ‏، اللغة البلنتية | اللغة التركية |
| العملة                                                    | فرنك غرب أفريقي                                      | ليرة تركية    |
| الناتج المحلي الإجمالي (بليون دولار)                      | 16.37 مليار                                          | 851.10 مليار  |
| الناتج المحلي الإجمالي (تعادل القوة الشرائية) بليون دولار | 36.62 مليار                                          | 1.57 تريليون  |
| الناتج المحلي الإجمالي الاسمي للفرد دولار أمريكي          | 899                                                  | 9.12 ألف      |
| الناتج المحلي الإجمالي للفرد دولار أمريكي                 | 2.33 ألف                                             | 19.79 ألف     |
| مؤشر التنمية البشرية                                      | 0.466                                                | 0.761         |
| رمز المكالمات الدولي                                      | +221                                                 | +90           |
| رمز الإنترنت                                              | .sn                                                  | .tr           |
| المنطقة الزمنية                                           | 00                                                   | ت ع م+03:00   |

## منظمات دولية مشتركة
يشترك البلدان في عضوية مجموعة من المنظمات الدولية، منها:
| علم المنظمة | اسم المنظمة                                                | تاريخ انضمام السنغال | تاريخ انضمام تركيا |
| ----------- | ---------------------------------------------------------- | -------------------- | ------------------ |
|             | وكالة ضمان الاستثمار متعدد الأطراف                         | 12 أبريل 1988        | 3 يونيو 1988       |
|             | الأمم المتحدة                                              | 28 سبتمبر 1960       | 24 أكتوبر 1945     |
|             | العملية المشتركة للاتحاد الأفريقي والأمم المتحدة في دارفور | ?                    | ?                  |
|             | الفريق المعني برصد الأرض                                   | ?                    | ?                  |
|             | منظمة التعاون الإسلامي                                     | ?                    | 25 سبتمبر 1969     |
|             | منظمة حظر الأسلحة الكيميائية                               | ?                    | ?                  |
|             | منظمة التجارة العالمية                                     | ?                    | 26 مارس 1995       |
|             | منظمة الشرطة الجنائية الدولية                              | ?                    | ?                  |
|             | البنك الإفريقي للتنمية                                     | ?                    | ?                  |
|             | مؤسسة التنمية الدولية                                      | 31 أغسطس 1962        | 22 ديسمبر 1960     |
|             | يونسكو                                                     | 10 نوفمبر 1960       | 4 نوفمبر 1946      |
|             | الاتحاد البريدي العالمي                                    | ?                    | ?                  |
|             | البنك الدولي للإنشاء والتعمير                              | 31 أغسطس 1962        | 11 مارس 1947       |
|             | الاتحاد الدولي للاتصالات                                   | 15 نوفمبر 1960       | 1866               |
|             | مؤسسة التمويل الدولية                                      | 31 أغسطس 1962        | 19 ديسمبر 1956     |
|             | المركز الدولي لتسوية المنازعات الاستشارية                  | 21 مايو 1967         | 2 أبريل 1989       |

## وصلات خارجية
- موقع وزارة الخارجية السنغالية
- موقع وزارة الخارجية التركية